# Sergio Brio
Sergio Brio (Lecce, Provincia de Lecce, Italia, 19 de agosto de 1956) es un exfutbolista y director técnico italiano. Se desempeñaba en la posición de defensa.

## Trayectoria
Se inició como jugador en las filas del U. S. Lecce en la temporada 1973-74 en la Serie C1. En octubre de 1974, con sólo 18 años, fue traspasado a la Juventus F. C., que lo cedió al A. C. Pistoiese durante tres temporadas. En ese equipo jugó 37 partidos en la Serie B y 59 partidos en la Serie C, marcando 5 goles. En el verano de 1978, bajo las órdenes de Giovanni Trapattoni, regresó a la Juventus, con el que debutó en la Serie A el 18 de marzo de 1979 en el partido Juventus 1 - Napoli 0.
Permaneció en la vecchia signora hasta su retirada en 1990, compartiendo defensa con los míticos Gaetano Scirea, Antonio Cabrini y Claudio Gentile entre otros. Durante su estancia en ese equipo compartió además vestuario con futbolistas de la talla de Dino Zoff, Stefano Tacconi, Roberto Bettega, Paolo Rossi, Marco Tardelli, Zbigniew Boniek y Michel Platini; todos ellos protagonistas en la Copa Mundial de Fútbol de 1982. Con la Juventus jugó 243 partidos y anotó 16 goles en la Serie A, y un total de 379 partidos y marcó 24 goles.

## Clubes

### Como futbolista
| Club            | País   | Año       |
| --------------- | ------ | --------- |
| U. S. Lecce     | Italia | 1973-1974 |
| Juventus F. C.  | Italia | 1974-1975 |
| A. C. Pistoiese | Italia | 1975-1978 |
| Juventus F. C.  | Italia | 1978-1990 |

### Como entrenador
| Club      | País    | Año       |
| --------- | ------- | --------- |
| RAEC Mons | Bélgica | 2003-2004 |

## Palmarés

### Como futbolista

#### Campeonatos nacionales
| Título      | Club            | País   | Año     |
| ----------- | --------------- | ------ | ------- |
| Serie C     | A. C. Pistoiese | Italia | 1976-77 |
| Copa Italia | Juventus F. C.  | Italia | 1978-79 |
| Serie A     | Juventus F. C.  | Italia | 1980-81 |
| Serie A     | Juventus F. C.  | Italia | 1981-82 |
| Copa Italia | Juventus F. C.  | Italia | 1982-83 |
| Serie A     | Juventus F. C.  | Italia | 1983-84 |
| Serie A     | Juventus F. C.  | Italia | 1985-86 |
| Copa Italia | Juventus F. C.  | Italia | 1989-90 |

#### Copas internacionales
| Título                       | Club           | Sede     | Año     |
| ---------------------------- | -------------- | -------- | ------- |
| Recopa de Europa             | Juventus F. C. | Basilea  | 1983-84 |
| Supercopa de Europa          | Juventus F. C. | Turín    | 1984    |
| Liga de Campeones de la UEFA | Juventus F. C. | Heysel   | 1985    |
| Copa Intercontinental        | Juventus F. C. | Tokio    | 1985    |
| Copa de la UEFA              | Juventus F. C. | Avellino | 1989-90 |